# Don Biggs
Donald R. Biggs, född 4 juli 1965 i Mississauga, Ontario, är en före detta kanadensisk ishockeyspelare. Biggs spelade totalt 12 matcher i NHL för Minnesota North Stars respektive Philadelphia Flyers. Han var även med i filmen Youngblood från 1986 då han spelade Patrick Swayzes body double. 
Biggs draftades av Minnesota North Stars i den åttonde rundan som 156:e spelare totalt i 1983 års NHL draft. Han gjorde sin NHL-debut säsongen 1984/85 som också kom att bli hans enda match för Minnesota North Stars. Det dröjde till säsongen 1989/90 innan Biggs åter såg spel i NHL, då för Philadelphia Flyers. Hans gjorde totalt 2 mål i sina 12 matcher i NHL.
Biggs var desto mer framgångsrik i AHL och vann 1988 års Calder Cup med Hershey Bears. Han spelade sammanlagt 598 matcher i AHL och gjorde totalt 692 poäng, vilket placerar honom på en delad 24:e plats för flest poäng i AHL någonsin. Han innehar dessutom rekordet för flest poäng på en säsong i AHL då han säsongen 1992/93 gjorde 138 poäng (54 mål, 84 assist) för Binghamton Rangers. 
Don Biggs valdes år 2018 in i AHL Hall of Fame. Hans tröjnummer 22 är pensionerat av Cincinnati Cyclones i IHL som Biggs spelade sammanlagt 426 matcher för.

## Statistik
| 1982–83    | Oshawa Generals         | OHL        | 70  | 22  | 53  | 75  | 145  | 16 | 3  | 6  | 9  | 17  |
| 1982–83    | Oshawa Generals         | M-Cup      | —   | —   | —   | —   | —    | 4  | 1  | 3  | 4  | 27  |
| 1983–84    | Oshawa Generals         | OHL        | 58  | 31  | 60  | 91  | 149  | 7  | 4  | 4  | 8  | 18  |
| 1983–84    | Salt Lake Golden Eagles | CHL        | —   | —   | —   | —   | —    | 3  | 0  | 0  | 0  | 2   |
| 1984–85    | Oshawa Generals         | OHL        | 60  | 48  | 69  | 117 | 105  | 5  | 3  | 4  | 7  | 6   |
| 1984–85    | Minnesota North Stars   | NHL        | 1   | 0   | 0   | 0   | 0    | —  | —  | —  | —  | —   |
| 1984–85    | Springfield Indians     | AHL        | 6   | 0   | 3   | 3   | 0    | 2  | 1  | 0  | 1  | 0   |
| 1985–86    | Springfield Indians     | AHL        | 28  | 15  | 16  | 31  | 42   | —  | —  | —  | —  | —   |
| 1985–86    | Nova Scotia Oilers      | AHL        | 47  | 6   | 23  | 29  | 36   | —  | —  | —  | —  | —   |
| 1986–87    | Nova Scotia Oilers      | AHL        | 80  | 22  | 25  | 47  | 165  | 5  | 1  | 2  | 3  | 4   |
| 1987–88    | Hershey Bears           | AHL        | 77  | 38  | 41  | 79  | 151  | 12 | 5  | 11 | 16 | 22  |
| 1988–89    | Hershey Bears           | AHL        | 77  | 36  | 67  | 103 | 158  | 11 | 5  | 9  | 14 | 30  |
| 1989–90    | Philadelphia Flyers     | NHL        | 11  | 2   | 0   | 2   | 8    | —  | —  | —  | —  | —   |
| 1989–90    | Hershey Bears           | AHL        | 66  | 39  | 53  | 92  | 125  | —  | —  | —  | —  | —   |
| 1990–91    | EHC Olten               | NDA        | 8   | 1   | 5   | 6   | 16   | —  | —  | —  | —  | —   |
| 1990–91    | Rochester Americans     | AHL        | 65  | 31  | 57  | 88  | 115  | 15 | 9  | 14 | 23 | 14  |
| 1991–92    | Binghamton Rangers      | AHL        | 74  | 32  | 50  | 82  | 122  | 11 | 3  | 7  | 10 | 8   |
| 1992–93    | Binghamton Rangers      | AHL        | 78  | 54  | 84  | 138 | 112  | 14 | 3  | 9  | 12 | 32  |
| 1993–94    | Cincinnati Cyclones     | IHL        | 80  | 30  | 59  | 89  | 128  | 11 | 8  | 9  | 17 | 29  |
| 1994–95    | Cincinnati Cyclones     | IHL        | 77  | 27  | 49  | 76  | 152  | 10 | 1  | 9  | 10 | 29  |
| 1995–96    | Cincinnati Cyclones     | IHL        | 82  | 27  | 57  | 84  | 160  | 17 | 9  | 10 | 19 | 24  |
| 1996–97    | Cincinnati Cyclones     | IHL        | 82  | 25  | 41  | 66  | 128  | 3  | 1  | 2  | 3  | 19  |
| 1997–98    | Cincinnati Cyclones     | IHL        | 82  | 25  | 52  | 77  | 88   | 9  | 5  | 4  | 9  | 27  |
| 1998–99    | Utah Grizzlies          | IHL        | 60  | 19  | 36  | 55  | 73   | —  | —  | —  | —  | —   |
| 1998–99    | Cincinnati Cyclones     | IHL        | 23  | 3   | 17  | 20  | 33   | —  | —  | —  | —  | —   |
| 2001–02    | Cincinnati Cyclones     | ECHL       | 32  | 10  | 22  | 32  | 41   | 3  | 1  | 0  | 1  | 14  |
| AHL totalt | AHL totalt              | AHL totalt | 598 | 273 | 419 | 692 | 1026 | 70 | 27 | 52 | 79 | 110 |
| IHL totalt | IHL totalt              | IHL totalt | 486 | 156 | 311 | 467 | 762  | 50 | 24 | 34 | 58 | 128 |